# Songtsen Gampo
Songtsen Gampo (Tibetà: སྲོང་བཙན་སྒམ་པོ, Wylie: srong btsan sgam po, 569–649?/605–649?) va ser el fundador i primer emperador de l'Imperi tibetà. La data del seu naixement no és exacta, se situa a 605 o 617.
Les cròniques xineses la refereixen un any abans de la fundació de la dinastia Tang el 618. Segons la tradició tibetana va succeir al rei de Lhasa, Namri Song Tsen el 629. També, és possible que Songtsen Gampo hagi succeït al seu pare després de morir l'any 618. Ja en el tron, va viatjar a la Xina i un altre a Benarés, per conèixer els sacerdots hinduistes. Va començar la conquesta dels principats tibetans, formant així l'Imperi tibetà.
Va traslladar la capital de Lhasa a Tengri (avui Thimphu, a Bhutan) i va dirigir una expedició a Chalukya, regne indi que dominava el golf de Bengala.
Va prendre aquest regne i el de Benarés i va signar un tractat de pau amb els nepalesos.
Es va casar amb la princesa nepalesa, Bhrikuti Devi, el 630. Un any després, es va casar amb la princesa xinesa Wencheng, filla de l'emperador xinès Li Shimin. Ambdues dones eren budistes. Les cròniques tibetanes indiquen que els costums tibetans incomodaven Wencheng. El llegat més important del seu regnat va ser el d'introduir el budisme al Tibet i el desenvolupament de l'alfabet tibetà amb ajuda de Padmasambhava.
Song Tsen Gam Po va morir l'any de 649 o 650. El seu net i successor, Mangsong Mangtsen, es trobava estudiant a la Xina quan l'emperador va morir.